# Black M
Black M, voluit Black Mesrimes, is de artiestennaam van Alpha Diallo (Parijs, 27 december 1984), een Franse zanger en rapper.
Samen met onder meer Maître Gims maakt Black M deel uit van de rapgroep Sexion d'Assaut. In 2014 had hij in Frankrijk een nummer 1-hit met Sur Ma Route. Ook in Wallonië, Vlaanderen en Zwitserland bereikte de single de hitparades.

## Discografie

### Singles
| Single met hitnotering(en) in de Vlaamse Ultratop 50 | Datum van verschijnen | Datum van binnenkomst | Hoogste positie | Aantal weken | Opmerkingen              |
| ---------------------------------------------------- | --------------------- | --------------------- | --------------- | ------------ | ------------------------ |
| Sur Ma Route                                         | 2014                  | 09-08-2014            | 5               | *28          |                          |
| Je Ne Dirai Rien                                     | 2014                  | 13-12-2014            | top12           |              | met Shin Sekai & Doomams |

- Bibliothèque nationale de France: cb16701230x (data)
- Gemeinsame Normdatei: 105585259X
- International Standard Name Identifier: 0000 0004 1656 7298
- Library of Congress Control Number: no2018027234
- MusicBrainz: c05e50ac-63f1-4f65-a9d6-154ce3e82654
- Virtual International Authority File: 304927964
- WorldCat: E39PBJxRvHJVPv7ydXyMdKc3wC